# Raymond De Felitta

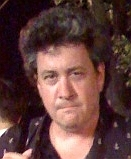
Raymond De Felitta

Raymond De Felitta (* 30. Juni 1964 in New York City) ist ein US-amerikanischer Schauspieler, Regisseur, Filmproduzent, Drehbuchautor und Jazz-Pianist.

## Leben
De Felitta machte 1987 seinen Abschluss am American Film Institute und stand anschließend vor der Wahl, sich der Industrie anzuschließen oder zu versuchen, seine eigenen Projekte zu verwirklichen. Und obwohl er Angebote hatte, bei Filmen wie Ferien total verrückt und Ein Satansbraten kommt selten allein die Regie zu übernehmen, lehnte er ab und entschied sich für den Weg des Independentfilmers. Bereits sein erster Kurzfilm Bronx Cheers wurde 1991 für den Oscar des besten Kurzfilms nominiert. In den folgenden Jahren drehte er Filme wie Shadow of Doubt – Schatten eines Zweifels, Two Family House und Reine Familiensache. Zuletzt drehte er 2009 Meet the Rizzos, welcher den Publikumspreis des Tribeca Film Festivals gewann. Für den Film arbeitete er mit Schauspielern wie Andy García, Emily Mortimer und Alan Arkin zusammen. Auch mit seinen anderen Werken wusste er bei unterschiedlichsten Filmfesten zu überzeugen und gewann einige Filmpreise.
Mit der Überarbeitung von Meet the Rizzos zu einer Pilotfolge bot De Felitta zuletzt Warner Bros. ein Konzept für eine TV-Serie an.
De Felitta ist der Sohn des Drehbuchautors Frank De Felitta. Er ist seit 2001 mit Sherry Brennan verheiratet und beide haben seit August 2004 einen gemeinsamen Sohn.

## Musik
Neben seiner Tätigkeit als Independentfilmer veröffentlichte De Felitta auch zwei Alben. 1994 erschien Movies 'til Dawn und 2007 erschien Fatha Land, welches dem Musiker Earl Hines gewidmet ist. Doch auch filmisch näherte sich De Felitta seinem zweiten Standbein Musik an. So drehte er 2006 die Dokumentation  'Tis Autumn: The Search for Jackie Paris über Jackie Paris. Zuletzt arbeitete er mit dem Komponisten Kim Oler und der Texterin Alison Hubbard am Musical Buddys Tavern, welches auf seinem Film Two Family House basiert. Unter der Regie von Warren Carlyle wird es zum ersten Mal in Manhattan präsentiert werden.

## Filmografie (Auswahl)
Als Regisseur
- 1990: Bronx Cheers (Kurzfilm)
- 1995: Cafe Society
- 2000: Two Family House
- 2005: Reine Familiensache (The Thing About My Folks)
- 2006: ’Tis Autumn: The Search for Jackie Paris
- 2009: Meet the Rizzos (City Island)
- 2012: Booker’s Place: A Mississippi Story (Dokumentarfilm)
- 2014: Rob the Mob – Mafia ausrauben für Anfänger (Rob the Mob)
- 2016: Madoff – Der 50-Milliarden Dollar Betrug (Madoff, Miniserie, 4 Episoden)
- 2019: Bottom of the 9th

Als Drehbuchautor
- 1990: Bronx Cheers (Kurzfilm)
- 1995: Cafe Society
- 1998: Shadow of Doubt – Schatten eines Zweifels (Shadow of Doubt)
- 2000: Two Family House
- 2006: ’Tis Autumn: The Search for Jackie Paris
- 2009: Meet the Rizzos (City Island)

## Diskografie (Auswahl)
- 1994: Movies ’til Dawn
- 2007: Fatha Land

## Auszeichnungen (Auswahl)
- Oscar
  - 1991 – Bester Kurzfilm – Bronx Cheers (nominiert)

- Independent Spirit Awards
  - 2001 – Bestes Drehbuch – Two Family House (nominiert)